# Tigerbomb
Tigerbomb è un extended play del gruppo musicale statunitense Guided by Voices, pubblicato nel 1994 negli Stati Uniti d'America dalla Matador Records.

## Storia
Le prime due tracce sono nuove registrazioni professionali di quelle già pubblicate nell'album Alien Lanes che erano invece state registrate su un registratore a cassette a quattro tracce; venne realizzato un video per "My Valuable Hunting Knife" usando la versione presente in questo EP. Tutto il contenuto dell' EP venne riproposto nel box set Hardcore UFOs: Revelations, Epiphanies and Fast Food in the Western Hemisphere del 2003.

## Tracce
Tutti i brani sono stati scritti da Robert Pollard, eccetto dove indicato diversamente.
Side A
1. My Valuable Hunting Knife (7" Version) – 2:28
2. Game of Pricks (7" Version) – 2:18
3. Mice Feel Nice (in My Room) (Doug Gillard, R. Pollard) – 2:20

Side B
1. Not Good for the Mechanism – 2:00
2. Kiss Only the Important Ones – 1:28
3. Dodging Invisible Rays (Tobin Sprout) – 2:37